# 西北貂属
西北貂属（学名：Corumictis）为鼬科的一个属，化石發現於北美洲。

## 下属物种
本属包括以下物种：
- Corumictis wolsani Paterson et al., 2020[2]